# Stropkov
Stropkov (deutsch Stroppkau, ungarisch Sztropkó) ist eine Stadt im Osten der Slowakei mit 9683 Einwohnern (Stand 31. Dezember 2024) und ist Sitz des gleichnamigen Okres im Prešovský kraj.

## Geographie

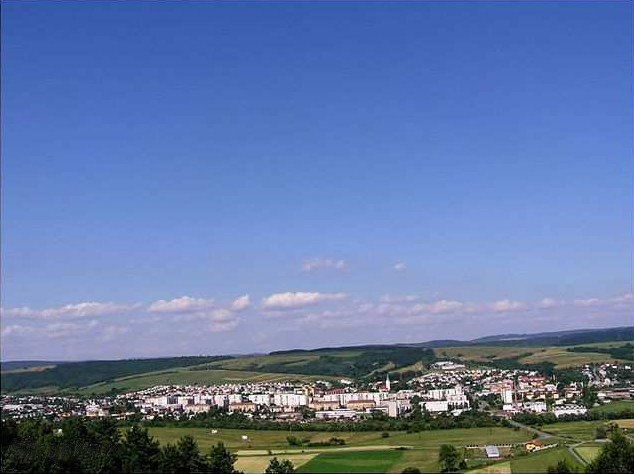
Blick auf die Stadt

Die Stadt befindet sich in den Niederen Beskiden im Bergland Ondavská vrchovina, vorwiegend am linken Ufer der Ondava, unterhalb des Zusammenflusses mit dem linksseitigen Zufluss Chotčianka. Das Stadtzentrum liegt auf einer Höhe von 202 m n.m. und ist 14 Kilometer von Svidník, 49 Kilometer von Prešov, 84 Kilometer von Košice sowie ungefähr 460 Kilometer von der slowakischen Hauptstadt Bratislava entfernt (jeweils Straßenentfernungen).
Die Stadt gliedert sich in die Teile Bokša (1964 eingemeindet), Sitník (auch Sitníky) und Stropkov.
Nachbargemeinden von Stropkov sind Tisinec im Norden, Krušinec, Chotča und Breznička im Nordosten, Vojtovce und Korunková im Osten, Kolbovce und Brusnica im Südosten, Breznica im Süden, Šandal im Südwesten und Westen und Baňa und Duplín im Nordwesten.

## Geschichte

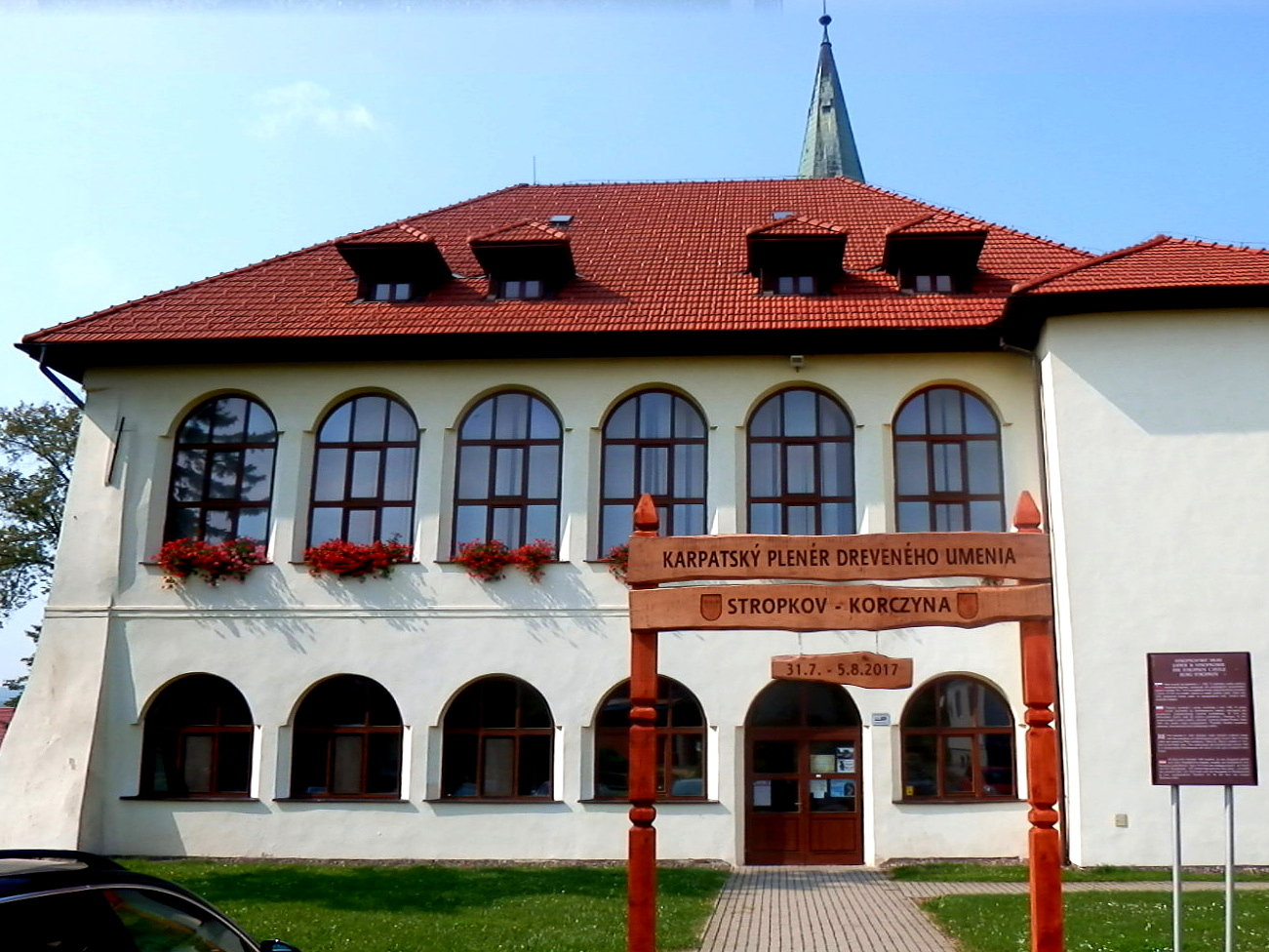
Schloss Stropkov

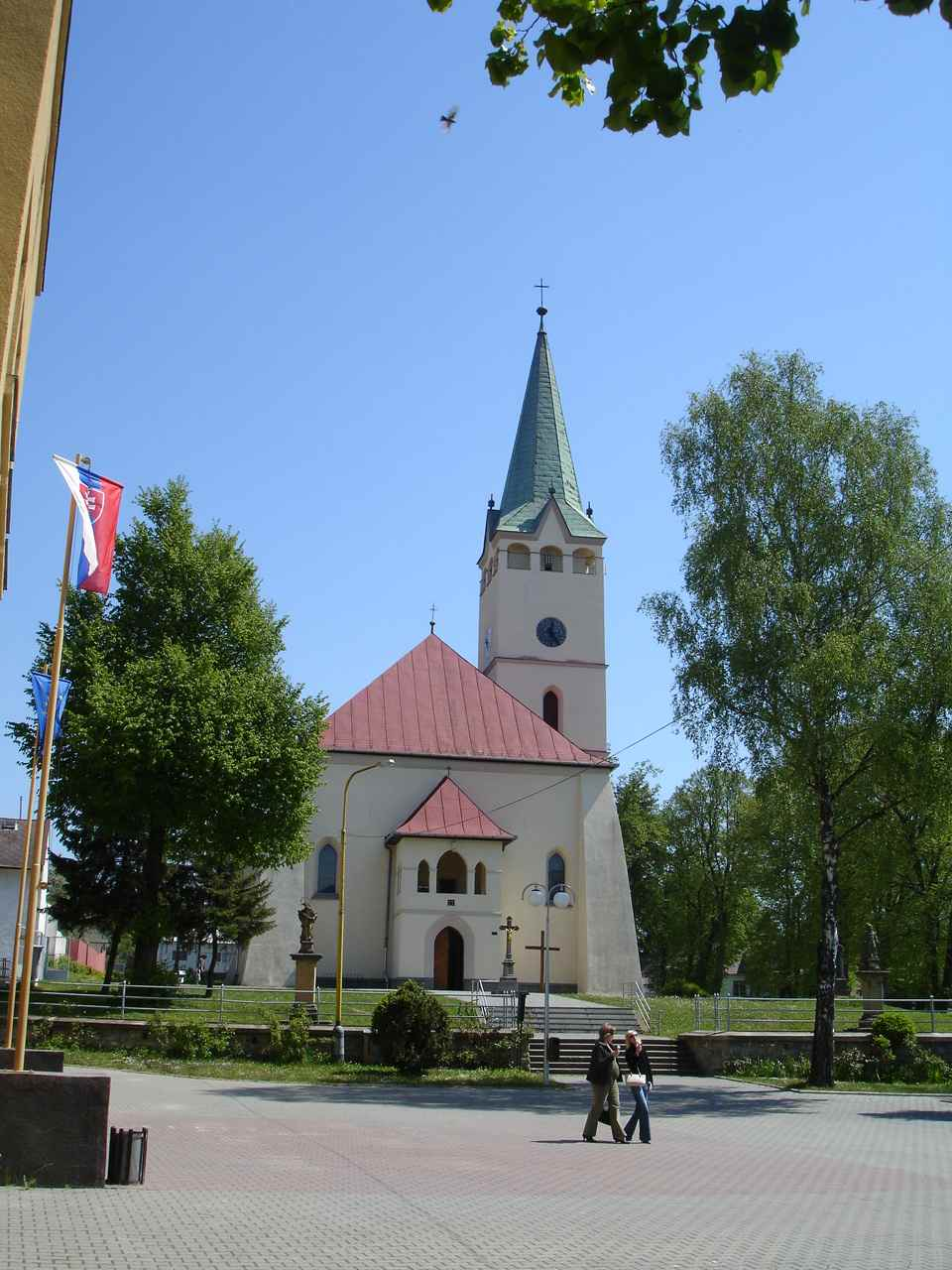
Römisch-katholische Kirche

Über die frühe Geschichte der Stadt weiß man so gut wie nichts. Antal Szirmay schrieb 1803 in seinem Werk über die Topographie des Komitats Semplin ohne Quellenangabe, dass die Stadt 1245 kurz nach dem Mongoleneinfall 1241/42 von der Familie Cudar gegründet worden sei. Diese These konnte nicht bestätigt werden, und die Familie Cudar erhielt den ersten Besitz in der Gegend erst im Jahr 1352 mit der Herrschaft von Kurima im nahen Komitat Sáros und später gehörte ihr auch das Herrschaftsgebiet der Burg Zborov, besaß aber nie Stropkov.
Die erste sichere Erwähnung stammt erst aus dem Jahr 1404 in einer Verpfändungsurkunde von Sigismund von Luxemberg in der Namensform Stropko. 1408 schenkte Sigismund den Ort Ztrupko an das Geschlecht Perényi, in einer anderen Version derselben Urkunde (bestimmt für die Herrschaft der Lublauer Burg) wird Stropkov und die Burg als Strupko ac castello Thoporo genannt. 1410 ließ Sigismund noch eine Donationsurkunde erstellen, mit der er das Städtchen (oppidum) mit Mautrecht und 30 Dörfer an die Perényis schenkte.
1430 kam es zu einer Teilung der Güter innerhalb des Geschlechts Perényi, das die Herrschaft, mit einer kleinen Unterbrechung um die Wende des 15. und 16. Jahrhunderts, bis 1567 besaß. Im 15. Jahrhundert wurde das Städtchen mehrmals besetzt: 1441 von den ehemals hussitischen Truppen, 1475 und 1491 durch polnische Truppen und 1483 durch königliche Truppen auf einem Feldzug gegen Nikolaus Perényi. Nach einem Urbar aus dem Jahr 1569 wohnten 72 Familien in der Stadt.
Im 16. und 17. Jahrhundert gab es ein reges wirtschaftliches Leben. 1575 erließ die Familie Pethő gemeinsame Artikel für 17 Handwerke in der Stadt, darunter Fuhrleute, Goldschmiede, Kürschner, Schmiede, Schneider, Töpfer und weitere. Dazu stellte man 1585 Schießpulver her und es gab hier eine Brennerei. 1673 ließen sich die Franziskaner in Stropkov nieder, 1698 erhielt die Stadt das Marktrecht mit sechs Jahrmärkten.
Andererseits war Stropkov im letzten Viertel des 17. und im 18. Jahrhundert in Standesaufstände verwickelt: 1683 setzten Truppen von Emmerich Thököly die Stadt in Brand, 1703 nahmen sie die Kuruzen ein. 1711 eroberten kaiserliche Truppen die Stadt und schleiften die Burg. Im 18. und 19. Jahrhundert besaßen Familien wie Keglevich, Hadik-Barkóczy hier auch andere Güter.
1715 gab es 44 bewohnte Ansiedlungen und 25 Handwerker, 1720 wohnten hier 70 Haushalte. 1787 hatte die Stadt 204 Häuser und 1326 Einwohner, 1828 zählte man 301 Häuser und 2250 Einwohner. 1876 wurde Stropkov Sitz eines Stuhlbezirks, 1904 gründete man die erste städtische Sparkasse. 1911 fanden bei Stropkov große Militärmanöver des Dreibunds statt.
1914 wurde die Stadt von einem Hochwasser und einer Pestepidemie, gefolgt 1918 von einer Choleraepidemie, heimgesucht, zudem lag sie während der Winterschlacht in den Karpaten 1914/15 zeitweise nahe der Front.
Bis 1918 gehörte die im Komitat Semplin liegende Stadt zum Königreich Ungarn und kam danach zur Tschechoslowakei beziehungsweise heute Slowakei. In der Zeit der ersten tschechoslowakischen Republik war Stropkov eine überwiegend landwirtschaftlich geprägte Stadt mit nur wenigen Kleingewerben. Während des Zweiten Weltkriegs und speziell während des Slowakischen Nationalaufstandes war die Gegend Schauplatz von Partisanenaktivität, gegen Ende des Kriegs wurde die Stadt schwer beschädigt. Nach dem Zweiten Weltkrieg wurde die örtliche Einheitliche landwirtschaftliche Genossenschaft (Abk. JRD) im Jahr 1953 gegründet, weiter siedelte man hier elektrotechnische Industrie (TESLA), den Maschinenbaubetrieb Kovo-Drevo, weiter Lebensmittel- und Bauindustrie sowie weitere kleinere Betriebe an. Ein bedeutender Anteil der Einwohner war aber weiterhin als Landwirte beschäftigt.

## Bevölkerung
| Jahr                | 1994   | 2004    | 2014    | 2024     |
| ------------------- | ------ | ------- | ------- | -------- |
| Anzahl der Personen | 10.411 | 10.822  | 10.762  | 9683     |
| Unterschied         |        | +3,94 % | −0,55 % | −10,02 % |

| Jahr                | 2023 | 2024    |
| ------------------- | ---- | ------- |
| Anzahl der Personen | 9788 | 9683    |
| Unterschied         |      | −1,07 % |

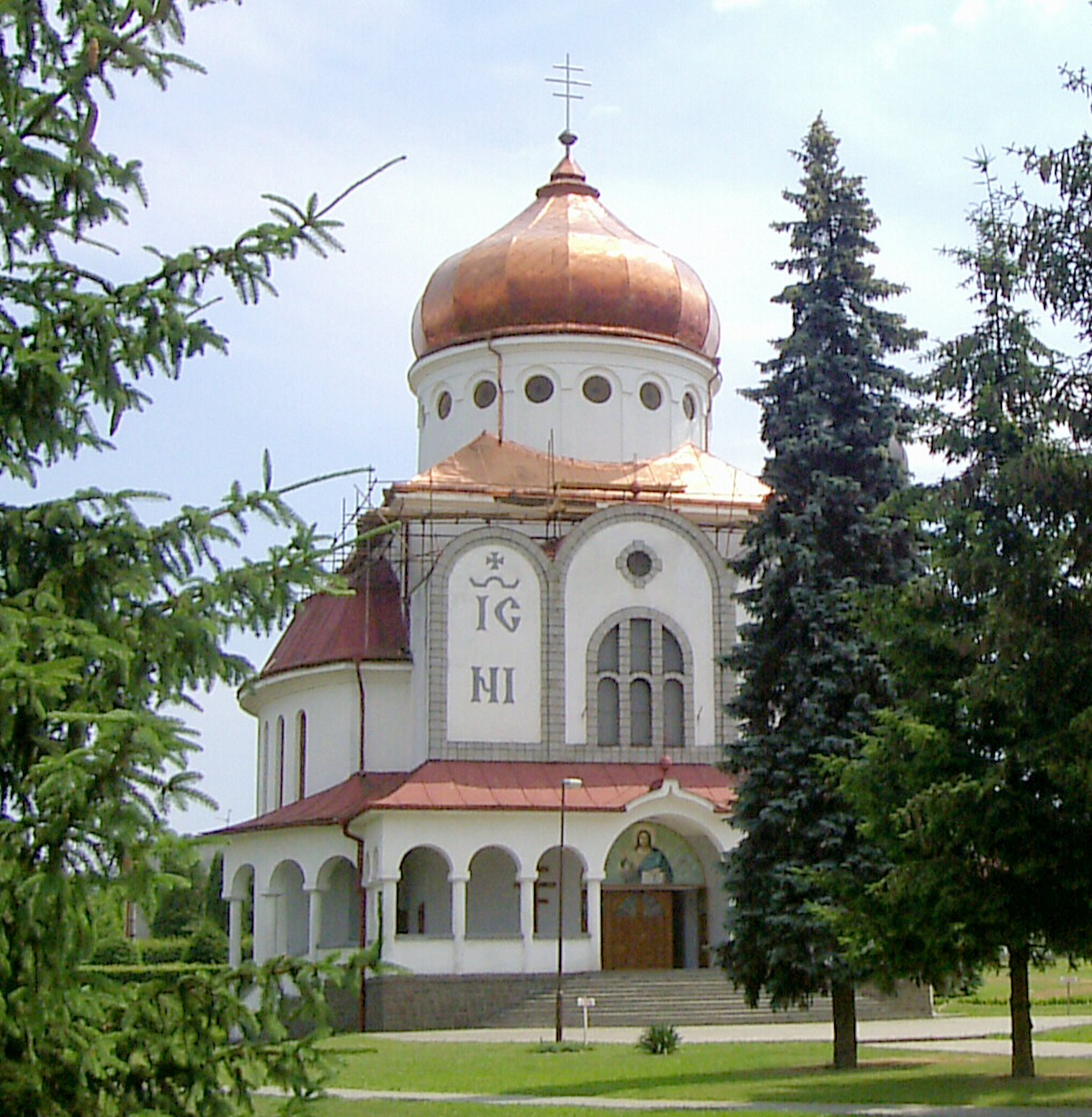
Griechisch-katholische Kirche

Nach der Volkszählung 2011 wohnten in Stropkov 10.940 Einwohner, davon 8604 Slowaken, 985 Roma, 309 Russinen, 47 Ukrainer, 21 Tschechen, 12 Polen, sieben Magyaren, jeweils drei Deutsche, Russen und Serben, zwei Mährer und ein Bulgare. 12 Einwohner gaben eine andere Ethnie an und 931 Einwohner machten keine Angabe zur Ethnie.
6110 Einwohner bekannten sich zur römisch-katholischen Kirche, 2891 Einwohner zur griechisch-katholischen Kirche, 474 Einwohner zur orthodoxen Kirche, 52 Einwohner zur Evangelischen Kirche A. B., 14 Einwohner zur reformierten Kirche, 10 Einwohner zu den Zeugen Jehovas, sechs Einwohner zur evangelisch-methodistischen Kirche, vier Einwohner zu den christlichen Gemeinden, zwei Einwohner zur tschechoslowakischen hussitischen Kirche sowie jeweils ein Einwohner zu den Brethren und zur apostolischen Kirche. 17 Einwohner bekannten sich zu einer anderen Konfession, 278 Einwohner waren konfessionslos und bei 1080 Einwohnern wurde die Konfession nicht ermittelt.

## Sehenswürdigkeiten

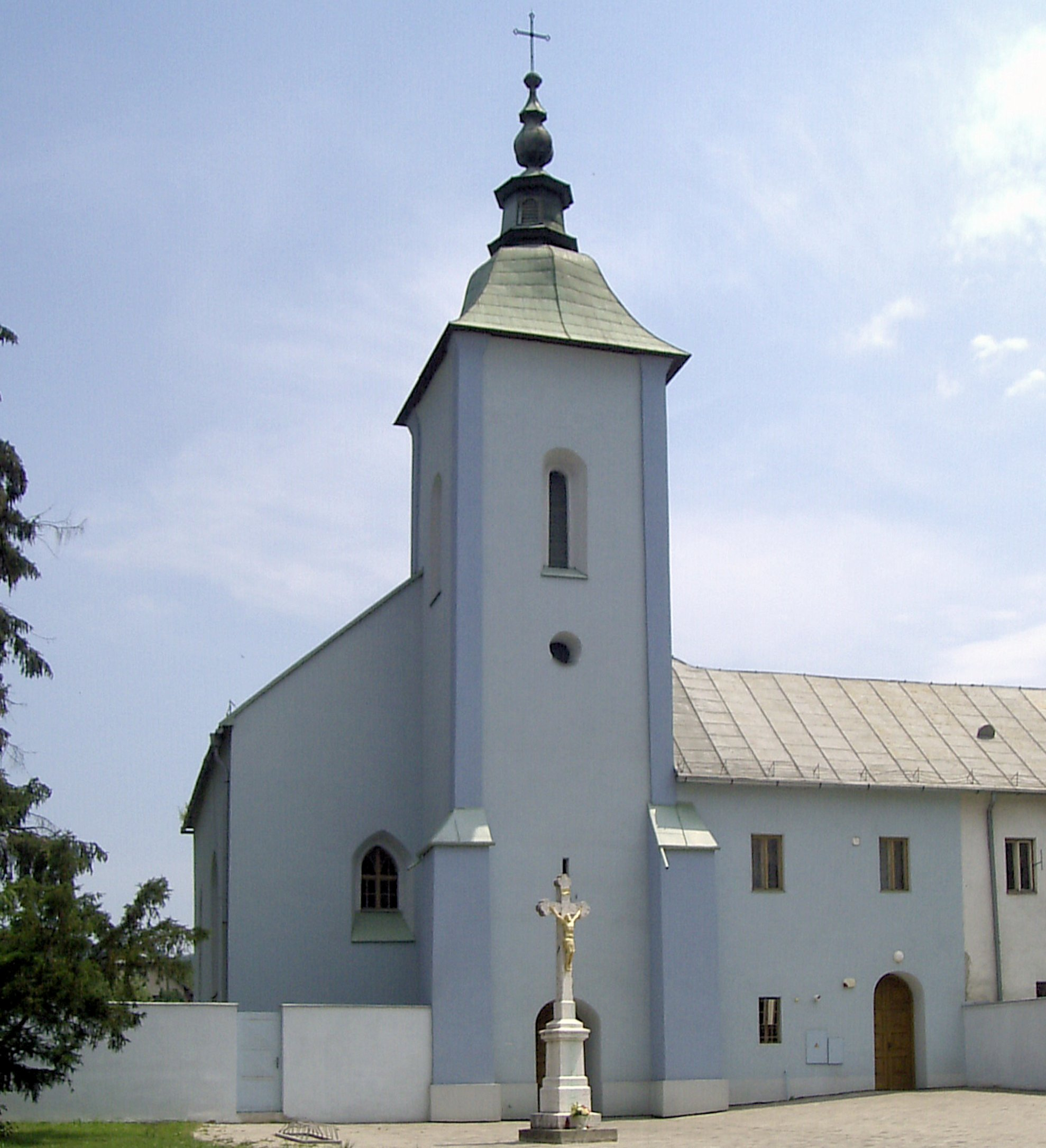
Kirche des Franziskanerklosters

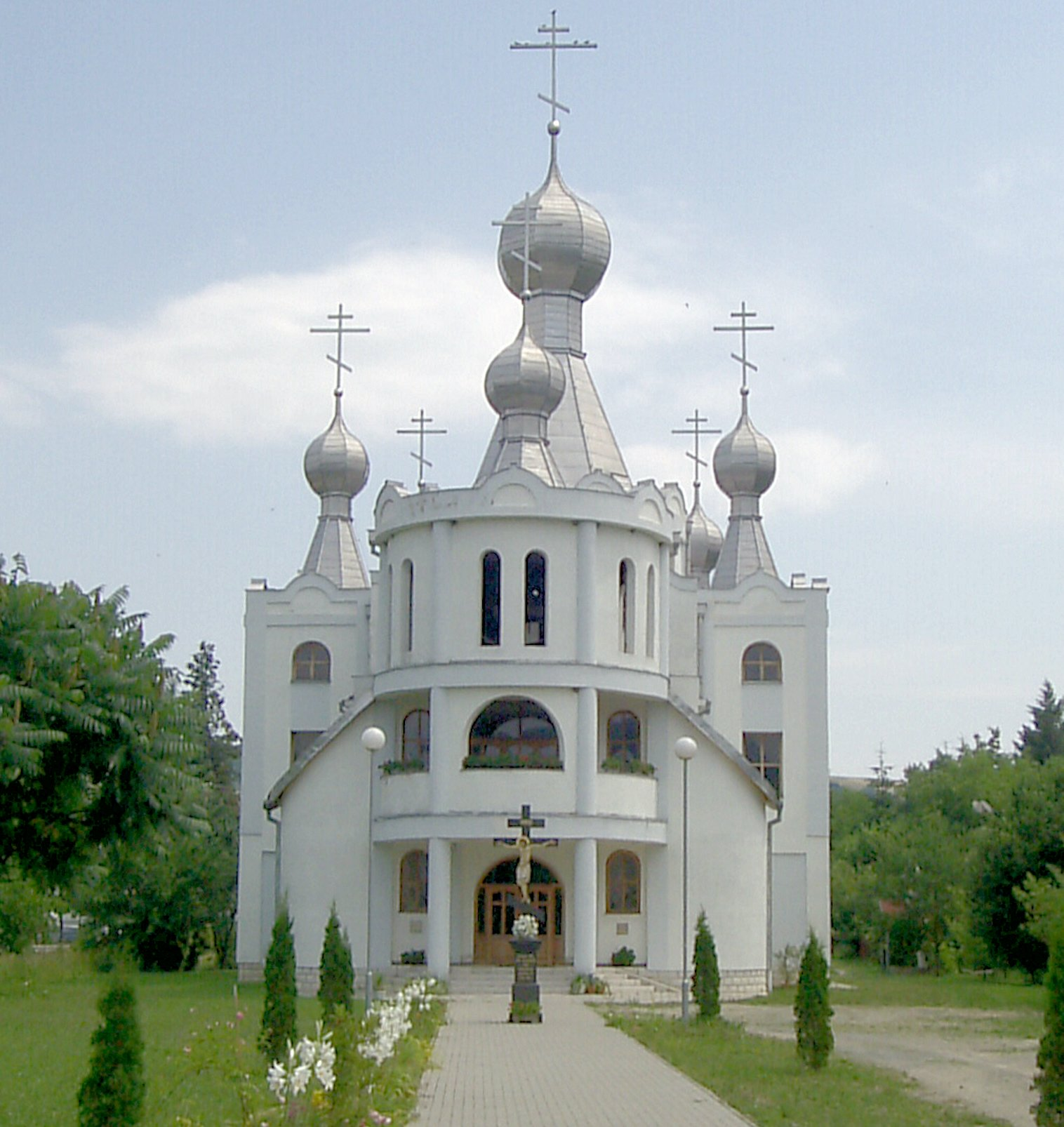
Orthodoxe Kirche

- Schloss Stropkov steht bis heute als einziger Teil der ehemaligen Burg, nach 1711 und gegen Mitte des 19. Jahrhunderts umgebaut und 2006 erneuert, heute Sitz eines Museums
- Römisch-katholische Fronleichnamskirche im Areal der ehemaligen Burg mit Bauelementen der Spätgotik, Renaissance sowie des Barocks
- Franziskanerkloster und Klosterkirche der Hl. Dreifaltigkeit aus dem Jahr 1675, zuletzt 2005 erneuert
- Holzkapelle der Pietà
- Griechisch-katholische Kirche
- Orthodoxe Kirche
- Florian- und Nepomukstatuen aus dem Jahr 1760, beide wurden 1868 erneuert
- Militärfriedhof aus dem Ersten Weltkrieg
- 1984 gegründeter Tierpark nahe dem Stadtzentrum

## Infrastruktur und Verkehr
Es gibt drei Grundschulen in öffentlicher Trägerschaft, eine kirchliche Grundschule, eine Kunstgrundschule, ein Gymnasium, zwei Kindergärten sowie eine auf Elektrotechnik spezialisierte mittlere Fachschule. Das Krankenhaus befindet sich südlich des Stadtzentrums.
Durch die Stadt verläuft die Cesta I. triedy 15 („Straße 1. Ordnung“) von Stročín (Anschluss an die internationale Cesta I. triedy 21 (E 371)) nach Vranov nad Topľou. In der Stadt beginnt die Cesta II. triedy 575 nach Krásny Brod bei Medzilaborce.
Der Busbahnhof der Stadt befindet sich unweit des Krankenhauses. Eisenbahnanschluss gibt es keinen, die nächsten Bahnhöfe sind z. B. in Medzilaborce, Vranov nad Topľou und Hanušovce nad Topľou.

## Söhne und Töchter der Stadt
- Chananja Jom Tow Lipa Teitelbaum (1838–1904), chassidischer Oberrabbiner von Sziget
- Beáta Dubasová (* 1963), Sängerin
- Ľuboš Micheľ (* 1968), Fußballschiedsrichter und Manager
- Juraj Čobej (* 1971), Fußballspieler
- Jozef Kožlej (* 1973), Fußballspieler
- Ľubomír Reiter (* 1974), Fußballspieler
- Marek Špilár (1975–2013), Fußballspieler
- Nikola Čorbová (* 1990), Ausdauersportlerin und Triathletin